# Cap de Bhairava
El Cap de Bhairava és una màscara que pertany al període de Malla del Nepal. L'escultura, que es troba a la vall de Katmandú, creada al segle xvi. Aquesta màscara està feta de coure daurat amb cristall de roca i pintura. Bhairava (sànscrit: भैरव) és una manifestació aterridora del déu hindú Shiva. És considerat com una forma de destrucció en la mitologia hindú. El concepte de Bhairava es pot veure no només a l'hinduisme, sinó també en algunes escoles budistes i al jainisme. Aquest Cap de Bhairava està adornat amb una diadema entrellaçada amb serps i calaveres. Encarna l'ira.

## Descripció
Es creu que Bhairava té nou cares i trenta-quatre mans i apareix com una figura nua negra. Literalment Bhairava significa ferocitat o terror. És representat com un déu aterridor a l'hinduisme i és considerat com una manifestació de Shiva. Les llegendes descriuen que l'origen de Bhairava va tenir lloc a causa d'una lluita entre Vishnu i Brahma. Brahma i Vishnu es van embrancar en una lluita sobre la deïtat suprema de l'univers. Brahma es considerava a si mateix com la deïtat suprema, ja que tenia cinc caps com Shiva. Shiva ira va llançar una ungla del seu dit i es va girar cap a Kāla Bhairava. Kāla Bhairava va tallar un cap de Brahma. Aleshores Brahma es va adonar de la seva errada], Kāla Bhairava es representa sostenint el cap de Brahma («Brahma kapāla»).
La gent de Newar al Nepal ha adorat Bhairava com una deïtat important. Pot ser assumit pels temples Bhairava supervivents al Nepal. Aquesta màscara que representa Bhairava és la pertinença al període Malla del Nepal. Va ser trobat a la vall de Katmandú. Aquesta màscara com a cap va ser donada al Metropolitan Museum of Art de Nova York per la família Zimmerman, l'any 2012. Les arracades del cap tenen la forma d'una serp entrellaçada. La màscara té comparació amb un exemple inscrit pertanyent al 1560. Per tant, l'element està datat en el segle xvi. Originàriament, a la màscara se'l va descobrir que faltava la seva orella dreta i una gran arracada penjant de coure per a l'orella esquerra, s'havia utilitzat en lloc seu.